# Акведукт
Акведукт (на латински: aqua, „вода“, и duco, „водя“, означава „водопровод“) е изкуствен канал, построен за пренос на вода от едно място на друго, преодолявайки неравностите на терена.

## Причини за изграждане
За разлика от съвременните водоснабдителни системи, в древността строителите не са разполагали с тръбопроводи, които да издържат на вътрешното налягане на водата при преминаване на неравностите на терена (дерета, реки и др.) Единствени такива са били оловните тръби, използвани за местните къси съоръжения – чешми и фонтани. Затова се налага водопроводите да се строят като естествено течащи канали от мястото на водохващането до мястото на водоползването. При преминаване на деретата, реките и пътищата се изграждат акведукти, приличащи на мостове, които носят водопровода върху аркадите си.

## Древни акведукти
Въпреки че обикновено са свързвани с древните римляни, акведукти са конструирани много по-рано в Близкия изток и индийския субконтинент. Акведукти, подобни на римските, се използват още от 7 век преди новата ера, когато асирийците построяват варовиков акведукт с височина 10 m и дължина 300 m над речна долина, за да снабдяват столицата си Ниневия с вода. Пълната дължина на този акведукт е около 80 km.

### Римски акведукти
Акведуктите снабдяват с прясна вода много от големите градове в Римската империя и поставят висок стандарт в строителните постижения, ненадминат повече от хиляда години. Акведукти са докарвали вода от албанските планини. Подобни съоръжения са доказателство за високите технически познания на римските строители. Римските граждани употребяват огромни количества вода – в термите, за фонтаните, които украсяват площадите и улиците, за хигиенни нужди.
Римляните строят многобройни акведукти във всички краища на Римската империя, от Германия до Африка. В самия Рим водата е доставяна по 11 акведукта, които са строени в течение на 500 години и са имали обща дължина почти 350 km. Само 47 km от тях обаче са били наземни: повечето са били прокарвани под земята (напр. акведуктът Айфел в Германия е много добре запазен). Най-дългият римски акведукт е построен през II век, за да доставя вода на Картаген и е бил дълъг 141 km.
При строителството са използвани много качествени материали, напр. водоустойчивия поцоланов бетон.
Римските акведукти са извънредно сложни съоръжения, в технологичен аспект те не са остарели дори и хиляда години след падането на Римската империя. Построени са със забележителна точност: акведуктът Пон дю Гар (Pont du gard) в Прованс имал наклон само 34 cm/km (1:3000), като се е спускал общо със 17 m по вертикала при обща дължина 50 km. Транспортирането на водата само за сметка на силата на тежестта е било много ефективно: през Пон дю Гар минавали по 20 000 m³ вода на ден.
В България единствените известни акведукти са две съоръжения от водоснабдителната система на Филипопол, днешен Пловдив.